# William Mulloy

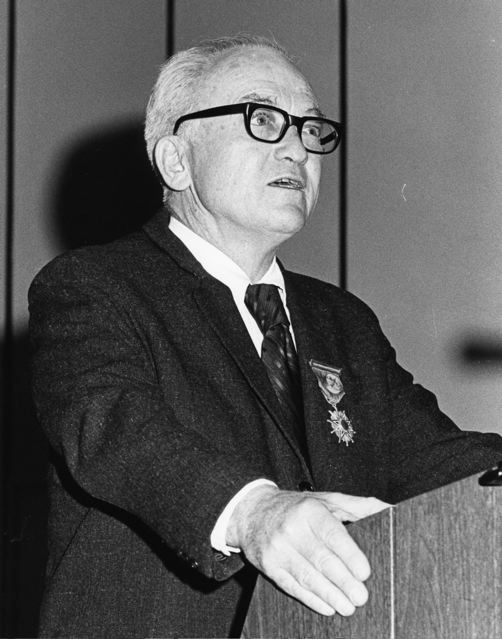
William Mulloy en una conferencia sobre arqueología de Rapa Nui en 1975, luego de recibir el Premio O'Higgins, el más alto honor civil de Chile.

William Thomas Mulloy, Jr. (Salt Lake City, 3 de mayo de 1917 – 1978) fue un antropólogo estadounidense. Si bien sus investigaciones iniciales lo establecieron como un formidable académico y un hábil supervisor de campo de arqueología en la provincia de la gran llanura de Norteamérica; es más conocido por sus estudios de la prehistoria polinesia, especialmente por sus investigaciones sobre la producción, el transporte y la construcción de las estatuas monumentales en Rapa Nui (Isla de Pascua) conocidas como moái.

## Primeros años de vida y educación
Mulloy nació un 3 de mayo de 1917, en Salt Lake City. Era el hijo único de William Thomas Mulloy, Sr., un director de la empresa ferroviaria Unión Pacific Ferrocarril, y Barbara Seinsoth Mulloy. Su hermana mayor, Mary Grace Mulloy Strauch, reconoció y animó su interés temprano por la arqueología. Cuando la visitaba durante su niñez, en su casa en Mesa, Arizona, ella lo llevaba al vertedero de la ciudad donde pasaba días de corrido dirigiendo sus propios estudios de estratificación, y luego informaba con entusiasmo los resultados a su familia a la hora de la cena.
Mulloy obtuvo el título de Grado en bachiller universitario en letras especializado en antropología de la Universidad de Utah, donde se había distinguido tanto en el aula como en el equipo de lucha libre. De 1938 a 1939, trabajó para la Encuesta Arqueológica Estatal de Luisiana como arqueólogo de campo. En el bayou de Luisiana, se contagió malaria. Desde Luisiana, Mulloy fue a Illinois donde empezó los estudios de licenciatura en la Universidad de Chicago, en ese entonces una de las escuelas de licenciatura más importantes del mundo en Antropología y Arqueología. En el verano de 1940, Mulloy supervisó el trabajo de campo arqueológico en Pueblo Bonito en el Cañón del Chaco, Nuevo México. Allí, entre el equipo de campo,  conoció a su futura mujer, Emily Ross, una arqueóloga importante de la Universidad de Nuevo México.
Sus estudios de licenciatura se interrumpieron cuando, poco después del Ataque en Pearl Harbor, Mulloy se alistó en el Ejército de EE. UU. En el campamento Roberts, California, sirvió primero en la Escuela de Reconocimiento y Artillería de Campaña. El Ejército le envió a Escuela de Candidato del Agente en Dakota del Norte como recompensa por su talento e inteligencia. En 1943, Mulloy recibió su cargo en el Cuerpo de Inteligencia y Contrainteligencia. Como lingüista excepcional, Mulloy primero aprendió japonés y luego se convirtió en instructor de lengua japonesa para preparar agentes militares estadounidenses para la invasión y ocupación de Japón. Como agente de reserva, Mulloy avanzó al rango de comandante.
Después de la Segunda Guerra Mundial, Mulloy regresó a sus estudios de posgrado en Chicago con su esposa, Emily, y su hija Kathy, quien nació en 1945. Como estudiante graduado trabajó en la planta siderúrgica, en los depósitos del ferrocarril y también como conserje en un edificio de apartamentos en el sur de Chicago . Después de obtener una maestría en la Universidad de Chicago en 1948, Mulloy aceptó un puesto de profesor en lo que entonces era el Departamento de Antropología, Sociología y Economía de la Universidad de Wyoming y se mudó con su familia a Laramie, donde nacieron tanto su hijo Patrick como su segunda hija, Brigid. 
Cinco años después de unirse a la facultad en Wyoming, Mulloy regresó a Chicago y defendió con éxito su tesis doctoral, A Preliminary Historical Outline for the Northwest Plains, que sigue siendo un trabajo estándar en el campo de la sociedad india de las Llanuras de América del Norte. La Universidad de Chicago le otorgó un doctorado en 1953.

## Universidad de Wyoming
Incluso como un miembro joven de la facultad de la Universidad de Wyoming, Mulloy se distinguió como profesor. George Carr Frison, ahora un profesor emérito de antropología, recuerda que cuando llegó a la Universidad de Wyoming en 1962 como principante con 37 años, a excepción de un profesor visitante ocasional, Mulloy enseñó a todos los cursos que le habían ofrecido en la universidad en antropología. 
Además del profesor Frison, los exalumnos de Mulloy en la Universidad de Wyoming incluyen al ex senador estadounidense de Wyoming, Alan K. Simpson ; Charles Love, geólogo de la facultad de Western Wyoming College e investigador en geología y arqueología de Rapa Nui ; El Dr. Dennis J. Stanford, presidente del Departamento de Antropología del Museo Nacional de Historia Natural de la Institución Smithsonian en Washington D. C.; y Sergio Rapu Haoa, el exdirector del museo antropológico en Rapa Nui y el primer gobernador nativo de la isla. 
Durante su carrera académica de tres décadas en Laramie, Mulloy recibió en repetidas ocasiones el reconocimiento de sus estudiantes y colegas de la facultad. Su atractiva presencia en el aula le brindó honores como el Premio Omicron Delta Kappa a la enseñanza sobresaliente. La Sociedad Arqueológica de Wyoming estableció la Beca William Mulloy en su honor en 1960. En 1964, recibió el premio a la Facultad Distinguida de George Duke Humphrey. En 1976, la Universidad de Wyoming le otorgó su más alta distinción, el grado LLD, honoris causa. 
En 1968, Mulloy estableció el Museo Antropológico de Wyoming y fue su curador hasta su muerte. Su colección personal de arte popular moderno de Rapa Nui ahora forma parte del Museo de Arte de la Universidad de Wyoming.

## Arqueología de las llanuras
Mulloy emprendió proyectos de extensa búsqueda arqueológica en la gran llanura india de Norteamérica y en la india de América. Investigó sitios en Nuevo México, Wyoming y Montana. Sus monografías en el sitio Hagen en Glendive, Montana y en el sitio McKean en Condado de Crook, Wyoming todavía son ampliamente consultadas.
Temprano en su carrera, Mulloy analizó e interpretó los datos recogidos en un camping prehistórico cerca de Red Lodge, Montana por partidos de la Encuesta Arqueológica de Montana durante su trabajo de campo en 1937 y 1938. Reemplazó a H. Melville Sayre como director de un proyecto WPA en Pictograph Cave (Billings, Montana) desde octubre de 1940, hasta febrero de 1942.
De 1951 a 1954, Mulloy supervisó la investigación de un bisonte de 8000 años cerca del sitio Laramie. Nombrado por James Allen de Cody, Wyoming, quién llevó la ubicación a Mulloy en 1949, el sitio cedió una clase de un proyectil largo, de caras paralelas, no restringido y de base cóncava utilizado por paleo-indios para cazar Bison occidentalis durante la era de Pleistoceno. Mulloy determinó al extraordinario ejemplo de descamación paralela oblicua como punto Allen. 
En 1955, Mulloy y la Dr. H. Marie Wormington, entonces Directora del Museo de Historia Natural de Colorado y durante mucho tiempo reconocida como la dama de la arqueología de la gran llanura india de Norteamérica, se desempeñaron como codirectores de trabajo de reconocimiento arqueológico en Alberta, Canadá, conducido bajo la auspición de la Fundación del Museo Glenbow.

## Arqueología de Rapa Nui

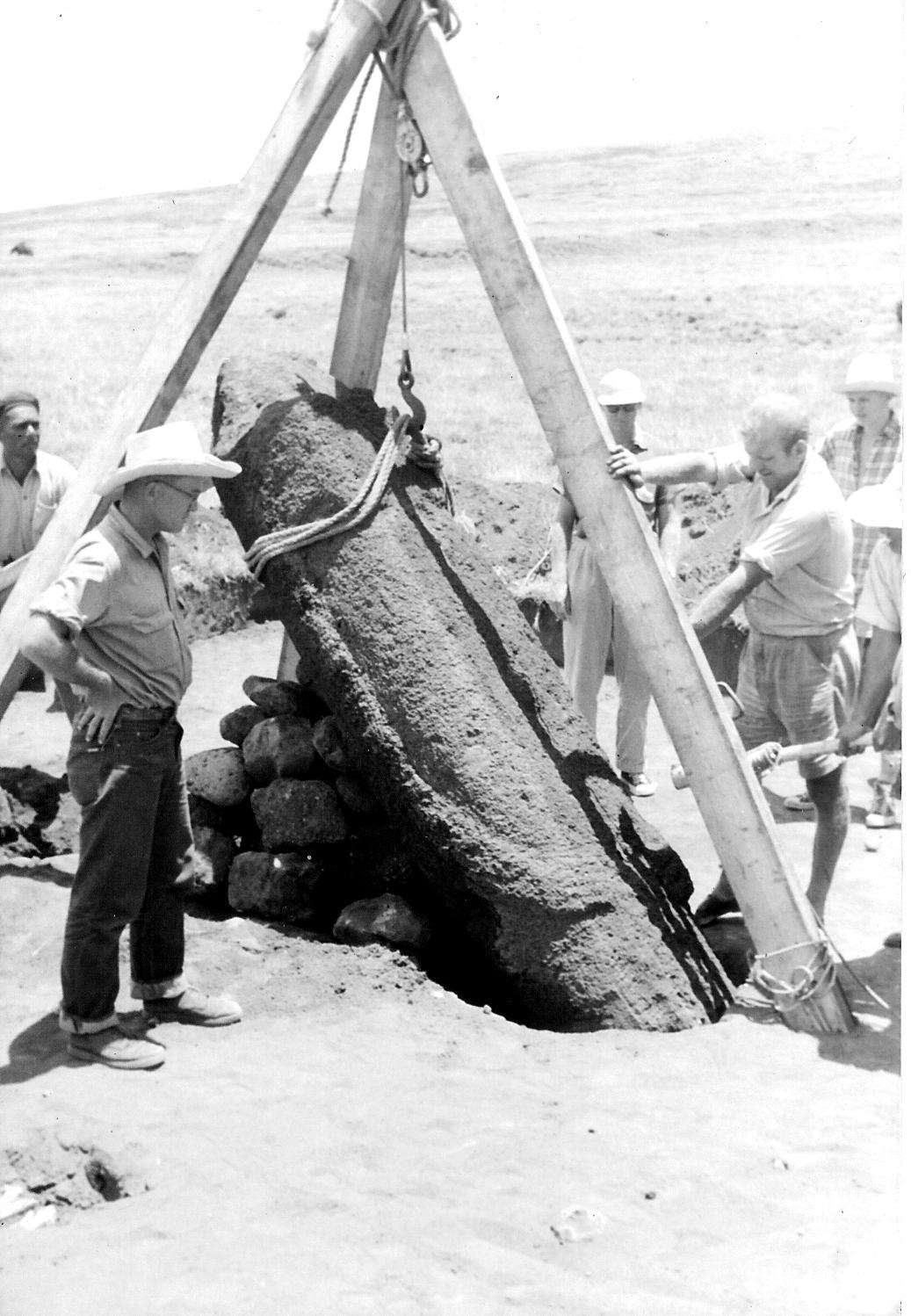
Bill Mulloy y Arne Skjølsvold en Vinapu en Rapa Nui durante la expedición arqueológica noruega de 1955.

En 1955, siguiendo su famosa expedición Kon-Tiki (1947), el explorador noruego Thor Heyerdahl, reunió un grupo de especialistas para llevar a cabo una investigación arqueológica en varios sitios a lo largo del este de la Polinesia. Por recomendación de la Dra. H. Marie Wormington, Heyerdahl invitó a Mulloy a participar en la Expedición Arqueológica noruega (1955-56). En Panamá, Mulloy se unió a Arne Skjølsvold, de la Universidad de Oslo, Carlyle S. Smith, de la Universidad de Kansas, Edwin N. Ferdon, Jr., del museo de Arizona de la Universidad de Arizona y Gonzalo Figueroa García-Huidobro, de la Universidad de Chile a bordo de la Christian Bjelland, una embarcación noruega alquilada.  Además de Rapa Nui, el equipo de arqueólogos visitó Rapa Iti, Tubuai, y Ra'ivavae  en las Islas Austral, así como Hiva 'Oa y Nuku Hiva en las Islas Marquesas, durante sus de diez meses de expedición. Mulloy, junto con sus colegas, inició investigaciones preliminares de los inexplorados sitios arqueológicos de Rapa Nui. El equipo de investigación internacional que Heyerdahl formó, publicó posteriormente los resultados de sus investigaciones en Volume I de The Archaeology of Easter Island (1961).
Poco después de su estudio inicial de Rapa Nui, Mulloy reconoció el increíblemente rico carácter arqueológico de la isla, su importancia para lograr entender la prehistoria Oceánica y su potencial para transformarse en un destacado museo de cultura polinesia al aire libre. Desde 1955 hasta su prematura muerte en 1978, Mulloy haría más de veinte viajes a Rapa Nui.
Tras su llegada a Rapa Nui en 1955, Mulloy conoció al padre Sebastián Englert, OFMCap., un sacerdote católico, originario de Baviera, por cuyo entendimiento sobre la cultura y la prehistoria de Rapa Nui demostró su más profundo respeto. Durante su período de trabajo como misionero en Rapa Nui, el padre Sebastian recopiló sistemáticas notas de campo acerca de la arqueología, la etnología y el idioma de la isla, que compartió con Mulloy, quién las consideró una importante fuente de investigación primaria con respecto a todos los aspectos de la cultura Rapa Nui. Más tarde, Mulloy editó y tradujo una serie de conferencias transmitidas por radio acerca de la etnología y prehistoria de Rapa Nui, que el padre Sebastian había preparado originalmente para el personal naval chileno posicionado en la Antártida. Con el apoyo de Mulloy, las conferencias englertianas fueron publicadas en Estados Unidos bajo el título de Island at the Center of the World. 

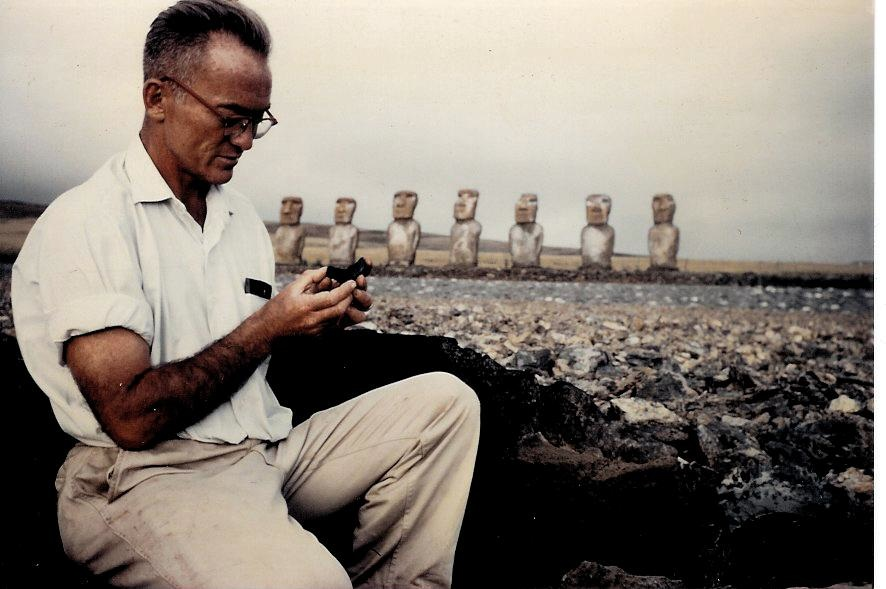
Bill Mulloy en Ahu Akivi, 1961.

Los proyectos de Mulloy en Rapa Nui incluyen la investigación del Akivi-Vaiteka Complejo y la restauración física de Ahu Akivi (1960); la investigación y restauración de Ahu Ko Te Riku y Ahu Vai Uri y el Complejo Tahai Ceremonial (1970); la investigación y restauración de dos ahu en Hanga Kioe (1972); la investigación y restauración de la aldea ceremonial en Orongo (1974) y otros numerosos estudios arqueológicos a lo largo de la isla. Particularmente, fueron sus proyectos de restauración en la isla aquellos que le consiguieron el gran respeto de los pascuenses, muchos de los cuales colaboraron con él en múltiples puestos. Entre sus Principales colaboradores estaban Juan Edmunds Rapahango, Martín Rapu Pua y Germán Hotu Teave, cuya hija, Melania Carolina Hotu Hey, es una ex gobernadora provincial de Rapa Nui.
En 1978, en reconocimiento de su distinguido y generoso trabajo en nombre la comunidad Rapa Nui, Mulloy fue nombrado ciudadano ilustre de la Isla de Pascua, por el entonces alcalde Juan Edmunds Rapahango. Anteriormente ese mismo año, el gobierno chileno le había conferido la mayor condecoración civil, la Orden de Don Bernardo O’Higgins.

## Legado
Mulloy murió de cáncer de pulmón en Laramie  el 25 de marzo de 1978. Sus restos fueron sepultados en Rapa Nui a plena vista del Complejo Tahai Ceremonial, uno de sus proyectos de restauración más importantes. Su viuda, Emily Ross Mulloy, su hijo Patrick, su hija Brigid y su nieto Phineas Kelly estuvieron presentes. Algunos colegas y amigos se unieron a la comunidad rapanui para presentar sus últimos respetos al científico cuyo trabajo había llevado su isla al enfoque mundial. 

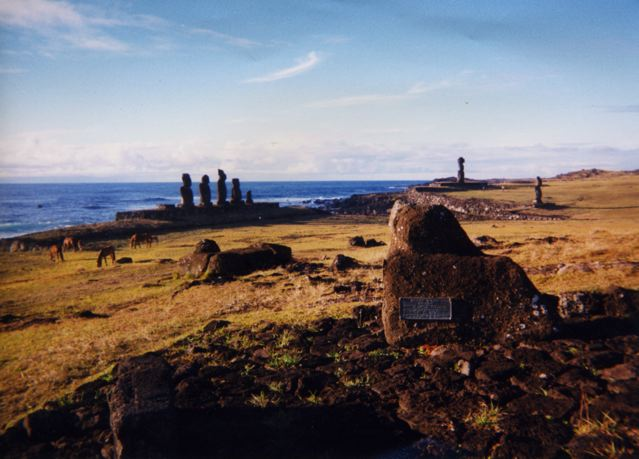
El monumento a Mulloy en Rapa Nui con el Complejo Ceremonial Tahai en el fondo.

El monumento a Mulloy en Tahai muestra inscripciones en tres idiomas: Rapa Nui, inglés y español. En Rapa Nui el epitafio se lee: Hai hāpī, hai haka tutu‘u i te ‘ariŋa ora, to‘ona here rahi mo Rapa Nui i haka tikea mai ai (Al estudiar y erigir los «rostros vivientes» (moai) él nos demostró su gran amor por Rapa Nui). La conmemoración en inglés expone: “Al restaurar el pasado de su amada isla cambió también su futuro". Por último, la versión en español dice: Grande fue - como sus obras - su amor y entrega a Rapa Nui (As his works were great, so too was his love and sacrifice for Rapa Nui).
Los proyectos restauradores de Mulloy en Ahu Akivi, la aldea ceremonial de Orongo, Vinapú, Ahu Ko Te Riku, Ahu Vai Ure y el resto del centro ceremonial en Tahai ahora forman una parte fundamental del Parque nacional Rapa Nui, designado por la UNESCO como Patrimonio de la Humanidad.
Tras su muerte, en mayo de 1978, los fidecomisos de la universidad de Wyoming lo nombraron Profesor Distinguido en Antropología. En 1977, el departamento de antropología de la Universidad de Wyoming estableció la serie de conferencias sobre Mulloy en reconocimiento de su “cuádruple enfoque de campo”, que integraba arqueología, antropología biológica, antropología cultural y antropología lingüística en un único programa en la UW. En 2003, veinticinco años luego de su muerte, la facultad de Artes y Ciencias de la universidad de Wyoming lo nombró para su lista de Ex Facultativo Destacado.
El pupilo pascuense de Mulloy, Sergio Rapu Haoa, completó una licenciatura en humanidades especializada en Antropología en la Universidad de Wyoming y continuó con posgrados en la Universidad de Hawái. Tras su retorno a Rapa Nui, Rapu dirigió el museo de arqueología de la isla y condujo su propia investigación y proyectos de restauración, principalmente en Ahu Nau Nau en el distrito Anakena de la isla. Más tarde, Rapu pasaría a ser el primer gobernador pascuense de la isla. 
La biblioteca personal de Mulloy conforma el núcleo de una recopilación de investigaciones ubicada ahora en el Museo Antropológico Padre Sebastián Englert en Rapa Nui. Por muchos años, la Biblioteca William Mulloy había sido conservada en Viña del Mar, Chile, por la Easter Island Foundation quién la apoyó, nutrió su colección y planificó su próxima transferencia a la isla.
Emily Ross Mulloy, quien murió en 2003 en su hogar en 'Ualapu'e en Moloka'i, Hawai'i, está sepultada junto a su esposo en Tahai. Los Mulloy llegaron a tener tres hijos, Kathy, Patrick y Brigid; tres nietos, Francisco Nahoe, Josefina Nahoe y Phineas Kelly; y dos bisnietos Rowan Kelly y Liam Kelly. Dos de los nietos Mulloy, Francisco y Josefina, son de la etnia Rapa Nui por parte de su padre, Guillermo Nahoe Pate. 